# Joana Cotar
Joana Eleonora Cotar (geb. Tamas; * 6. April 1973 in Pitești, Sozialistische Republik Rumänien) ist eine deutsche Politikerin (parteilos). 2017 wurde sie Mitglied des Deutschen Bundestags, bis November 2022 als Mitglied in der AfD-Fraktion, danach bis zum Ende der 20. Legislaturperiode im März 2025 als fraktionslose Abgeordnete.

## Ausbildung und Beruf
Cotar ist die Tochter einer deutschen Mutter und eines rumänischen Vaters. Als sie fünf Jahre alt war, floh ihre Familie vor dem Ceaușescu-Regime nach Deutschland. 1993 legte Cotar ihr Abitur am Burggymnasium Friedberg ab. Von 1993 bis 1999 studierte sie Politikwissenschaft und Germanistik mit dem Abschluss M. A. an der Universität Mannheim. Nach ihrer Heirat im Jahr 2000 zog Cotar für einige Jahre in die Schweiz.
Nach ihrem Studium arbeitete sie als Veranstaltungsmanagerin für Finanzinstitute in Deutschland und der Schweiz, anschließend als selbständige Projektmanagerin. Außerdem war sie als Feng-Shui-Beraterin tätig.
Ihr Bruder Alexander Tamas ist mit seiner Firma Vy Capital Großinvestor im Technologiesektor. Er organisierte 2009 den Einstieg des russischen Investmentfonds Digital Sky Technologies  bei Facebook.

## Politik
Während ihrer Studienzeit war Cotar Mitglied der CDU und gehörte dem Vorstand der CDU Mannheim-Schwetzingerstadt/Oststadt an.
Cotar trat 2013 der Alternative für Deutschland bei und wurde wenig später zur Co-Vorsitzenden des hessischen Landesverbandes gewählt. Im Juli 2014 trat sie nach internen Streitigkeiten zurück. Sie erklärte, sie wolle die Praxis des hessischen Landesvorsitzenden Gunther Nickel, andere Parteimitglieder mit Abmahnungen anzugehen, nicht mehr mittragen.
2013 kandidierte Cotar auf dem 6. Listenplatz für den Hessischen Landtag. Die AfD erhielt bei der Landtagswahl 4,1 % der Stimmen, verfehlte die Fünf-Prozent-Hürde und errang deshalb keine Mandate.
Von 2016 bis 2021 war sie Mitglied des Kreistages Gießen.
2016 kandidierte Cotar für die Landesliste der AfD Hessen für die Bundestagswahl 2017. Der Landesparteitag der hessischen AfD wählte sie auf den dritten Platz der Landesliste. Die Listenwahl musste wegen Unregelmäßigkeiten wiederholt werden; der Wiederholungsparteitag wählte Cotar auf Platz zwei der Landesliste. Bei der Bundestagswahl 2017 erhielt die AfD in Hessen 11,9 Prozent der Zweitstimmen. Cotar zog als zweite von insgesamt sechs gewählten Kandidaten der Landesliste in den Bundestag ein. Dort war sie ordentliches Mitglied und Obfrau im Ausschuss Digitale Agenda und stellvertretendes Mitglied im Ausschuss für die Angelegenheiten der Europäischen Union sowie im Ausschuss für Inneres und Heimat.
Ab 2020 war Cotar Beisitzerin im AfD-Bundesvorstand. Cotar wurde dem gemäßigten Flügel der AfD zugerechnet, zu dem auch der damalige AfD-Co-Bundessprecher Jörg Meuthen zählte.
Ende März 2021 war Cotar als mögliche Spitzenkandidatin für die Bundestagswahl 2021 an der Seite von AfD-Co-Bundessprecher Tino Chrupalla im Gespräch. Laut Cotar meldete sich Chrupalla auf ihre mehrfachen Anfragen nicht zurück; er bildete später ein Spitzenteam zusammen mit Alice Weidel. Cotar bildete das konkurrierende Spitzenteam für die Bundestagswahl schließlich mit Joachim Wundrak, dessen Kandidatur Meuthen begrüßte. Am 25. Mai 2021 wurde das Team Weidel und Chrupalla durch eine parteiinterne Abstimmung mit 71 % der Stimmen zum Spitzenduo für den Bundestagswahlkampf gewählt.
Nach der Bundestagswahl 2021, bei der sie im Wahlkreis  Frankfurt am Main II  als Direktkandidatin antrat und mit 4,61 % Platz 5 belegte, zog sie erneut über die Landesliste der AfD Hessen in den Bundestag ein. Nachdem sie mit anderen AfD-Abgeordneten den für eine Wiederwahl kandidierenden Bundessprecher Chrupalla kritisiert hatte, kandidierte sie beim AfD-Bundesparteitag im Juni 2022 nicht wieder für den AfD-Bundesvorstand.
Am 21. November 2022 trat Cotar aus der AfD und der AfD-Bundestagsfraktion aus. Sie begründete diesen Schritt damit, dass die AfD, an deren Aufbau sie im Landesverband Hessen maßgeblich beteiligt gewesen sei, „zu viele rote Linien überschritten“ habe. Dazu gehöre zum Beispiel ihre „Anbiederung an die diktatorischen und menschenverachtenden Regime in Russland, China und jetzt auch den Iran“, der „Opportunismus und das Dauermobbing im Kampf um Posten und Mandate“ sowie der „Aufbau korrupter Netzwerke in der Partei“.
Cotar kündigte 2024 an, nicht zur Bundestagswahl 2025 anzutreten.

### Positionen
Cotar bemängelt die Flüchtlingspolitik der Bundesregierung und fordert eine Schließung der Grenzen für Migranten. Sie unterstützte die CSU in ihrer früheren Forderung nach einer Obergrenze für Asylbewerber und bemängelt, dass die Partei davon abgerückt ist. In einem Interview des ZDF sprach sie sich gegen einen antisemitischen Kurs der AfD aus.
Die geplante Reise mehrerer AfD-Abgeordneter in russisch okkupierte Gebiete während des russischen Überfalls auf die Ukraine 2022 bezeichnete Cotar als „nicht hinnehmbar“. Sie erklärte, sie erwarte ein hartes Durchgreifen vom Bundesvorstand.
Ende 2020 wandte sie sich auf dem AfD-Parteitag in Kalkar gegen „das betreute Denken des öffentlich-rechtlichen Rundfunks“.
Im April 2021 äußerte Cotar in einem Interview, sie halte den Präsidenten des Bundesverfassungsschutzes Thomas Haldenwang für eine „Marionette“. Die Ankündigung des Verfassungsschutzes, die AfD zum Rechtsextremismus-Verdachtsfall zu erklären, sei „instrumentalisiert“; das solle „vor der Bundestagswahl Wähler beeinflussen“. In der Corona-Politik sehe sie die „Gefahr, dass der Staat übergriffig“ werde.
Joana Cotar rief 2023 die Initiative „Bitcoin im Bundestag“ ins Leben und setzt sich seither für die Akzeptanz des Bitcoin als Zahlungsmittel ein.